# Modelul de la Nisa
Modelul de la Nisa este un scenariu care descrie formarea și evoluția Sistemului Solar. Este denumit astfel întrucât, inițial, a fost dezvoltat la Observatorul de pe Coasta de Azur, la Nisa, în Franța. Se propune ideea că planetele gigante ar fi migrat după configurația inițială compactă spre pozițiile actuale, mult timp după împrăștierea discului protoplanetar. Prin aceasta, acest scenariu diferă de modelele mai vechi de formare a Sistemului Solar. Această migrare planetară este folosită în simulările dinamice ale Sistemului Solar pentru a explica evenimentele istorice precum este bombardamentul masiv târziu al Sistemului Solar interior, formarea Norului lui Oort, existența populațiilor de mici corpuri din Sistemul Solar incluzând Centura Kuiper, asteroizii troieni  ai lui Jupiter și ai lui Neptun, și numeroase obiecte în rezonanță transneptuniană dominate de Neptun. Se reușește să se explice numeroase situații observate în Sistemul nostru Solar, și astfel, astăzi este pe larg acceptat ca fiind modelul cel mai realist cunoscut, pentru explicarea evoluției Sistemului Solar. Nu este însă universal acceptat în rândul planetologilor. Nu se reușește să se explice complet formarea sistemelor de sateliți exteriori și formarea Centurii Kuiper.

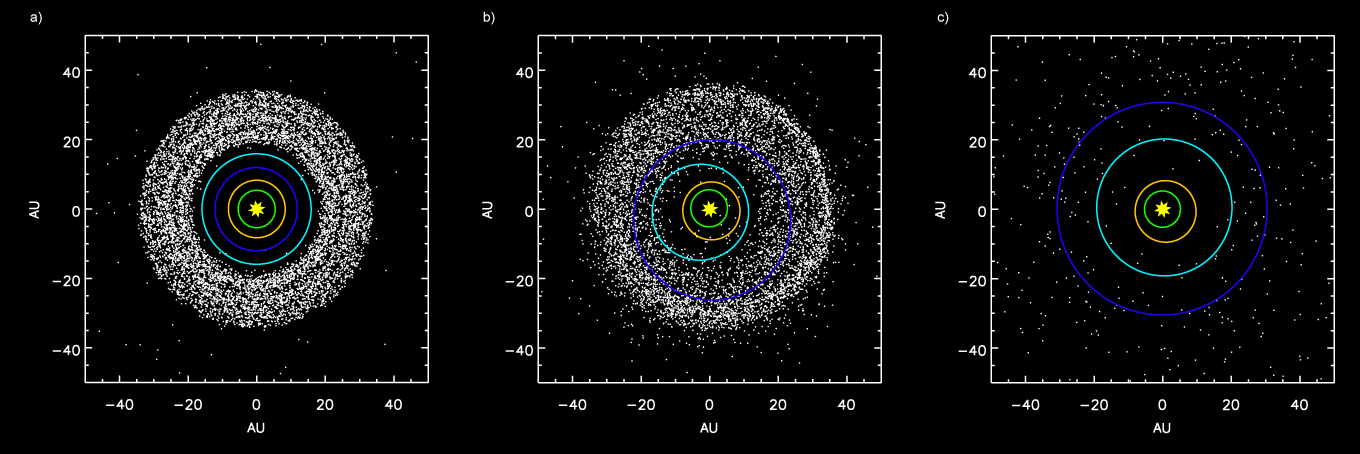
Simulare care arată planetele exterioare şi centura planetesimală: a) configurația inițială, înainte ca Jupiter și Saturn să atingă rezonanța 2:1; b) împrăștierea planetesimalelor în Sistemul Solar intern după schimbarea orbitei lui Neptun (albastru închis) și Uranus (albastru deschis). c) ejecția planetesimalelor de către planete.

## Descriere
Centrul modelului de la Nisa este un triplet de articole publicate în revista științifică generalistă Nature în 2005 prin colaborare internațională a oamenilor de știință: Rodney Gomes (Rio de Janeiro, Brazilia), Hal Levison (Boulder, Colorado, Statele Unite ale Americii), Alessandro Morbidelli (Nisa, Franța) și Kleomenis Tsiganis (Salonic, Grecia).
În aceste publicații, cei patru autori propun că după împrăștierea gazului și a prafului din discul solar primordial, cele patru gigante gazoase (Jupiter, Saturn, Uranus și Neptun) erau, la origine așezate pe orbite cvasicirculare la distanțe de la circa 5,5 până la 17 unități astronomice, deci mult mai aproape și mai compacte decât în prezent. Un disc dens și larg de mici planetezimale de roci și gaze înghețate, reprezentând în total vreo 35 de mase terestre, se întindea de la orbita celei mai îndepărtate gigante până la vreo 35 u.a..
Dacă se examinează evoluția acestui sistem planetar se constată că planetezimalele de pe partea interioară a discului trec ocazional în apropierea gigantelor gazoase, iar orbitele lor sunt modificate de către acestea sub efectul asistenței gravitaționale. Planetele interioare se dispersează schimbându-și momentul cinetic cu majoritatea micilor corpuri înghețate pe care le întâlnesc, ceea ce are drept consecință îndepărtarea planetelor spre exterior pentru păstrarea momentul unghiular global al sistemului. Aceste planetezimale se dispersează în același mod în timpul întâlnirilor lor succesive, deplasându-se progresiv de pe orbitele lui Saturn, Uranus și Neptun spre exterior. În pofida mișcării instantanee, fiecare schimbare a momentului cinetic poate face ca, prin acumulare, aceste planetezimale să producă migrarea orbitelor planetelor într-un mod semnificativ. Acest proces se continuă până ce planatezimalele interacționează direct cu cea mai masivă și cea mai aproape de Soare dintre planetele gigante, Jupiter, a cărei imensă greutate le trimite pe orbite foarte eliptice sau le ejectează din Sistemul Solar. Acest lucru conduce, în revanșă, la deplasarea ușoară spre interior a planetei Jupiter.
Rata scăzută de întâlnire guvernează modul în care planetezimalele scapă de pe disc, ca și rata corespunzătoare a migrației. După mai multe sute de milioane de ani de migrație lentă și graduală, Jupiter și Saturn, cele mai mari dintre planetele gigante, trec rezonanța orbitală 1:2. Această rezonanță le provoacă creșterea excentricității orbitale, fapt care destabilizează întregul sistem planetar. Dispunerea planetelor gigante se modifică rapid și considerabil.Planeta Jupiter deplasează planeta Saturn până în poziția sa actuală, iar această delocalizare provoacă întâlniri gravitaționale reciproce între Saturn și celelalte gigante de gheață (Neptun și Uranus), care sunt propulsate pe orbite mult mai excentrice. Aceste două planete gigante sapă dâre în discul exterior, dispersând zeci de mii de planetezimale de pe orbitele lor, altădată stabile, spre Sistemul Solar exterior. Această perturbare dispersează în cvasitotalitate discul primordial, deposedându-l de 99% din masă, un scenariu care explică absența actuală a unei populații dense de obiecte transneptuniene. Unele dintre aceste planetezimale sunt proiectate în Sistemul Solar interior, producând un aflux neașteptat de impacturi pe planetele telurice: bombardamentul masiv târziu.
În sfârșit, planetele gigante își ating orbitele actuale.
În aproape 50% din modelele inițiale propuse de Tsiganis et al., Neptun și Uranus își schimbă și ordinea după un miliard de ani (o cincime din vârsta Sistemului Solar). Totodată, rezultatele nu corespund unei echirepartiții a masei discului protoplanetar, și nu țin cont de masa planetelor, decât dacă interversiunea a avut cu adevărat loc.

## Principalele caracteristici ale Sistemului Solar
Pentru studierea evoluției Sistemului Solar, au fost efectuate simulări digitale.
Potrivit condițiilor programate inițial, simulările dinamice au stabilit formarea populațiilor de obiecte risipite având caracteristici diferite. Studiind diferitele configurații inițiale posibile, astrofizicienii au observat importante variații în talia populațiilor, și proprietățile orbitale ale membrilor lor. Dovedirea unui model de evoluție de la începutul Sistemului Solar este anevoioasă, deoarece această evoluție nu poate fi observată direct. Cu toate acestea, succesul oricărui model dinamic poate fi judecat comparând previziunile populației pornind de la simulări la observațiile astronomice ale acestor populații. La ora actuală, modelele informatice ale Sistemului Solar, care sunt configurate cu condițiile inițiale ale scenariului de la Nisa corespund cel mai bine numeroaselor aspecte ale Sistemului Solar observat.

### Bombardamentul târziu
Lista și caracteristicile craterelor de pe Lună și de pe Terra noastră constituie una din mărturiile puternice care atestă un bombardament masiv târziu: o intensificare a numărului impactorilor, circa 600 de milioane de ani după formarea Sistemului Solar. Numărul planetezimalelor care ar fi atins Luna potrivit modelului de la Nisa este coerent cu lista și cronologia craterelor de impact observate pe Lună în timpul Marelui bombardament târziu.